# جغرافیای بنگلادش

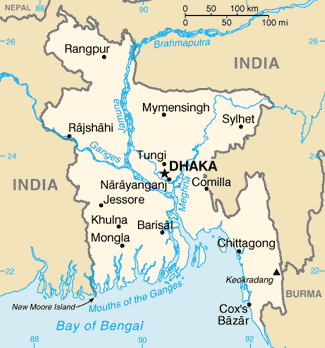

کشور بنگلادش در جنوب قاره آسیا و در شبه قاره هند قرار گرفته‌است. این کشور از شمال و شرق و غرب به هندوستان و قسمتی از جنوب شرقی به کشور برمه محدود بوده و در قسمت جنوبی آن خلیج بنگال قرار دارد.
پایتخت این کشور شهر داکا با ۱۲٬۲۹۵٬۷۲۸ نفر جمعیت می‌باشد. مساحت بنگلادش ۱۴۷٬۵۷۰ کیلومتر مربع و جمعیت آن ۱۵۰٬۴۴۸٬۳۴۰ نفر است که به نسبت وسعت تراکم جمعیت بسیار زیاد است. از شهرهای مهم بنگلادش می‌توان به چیتاگونگ ۲٬۵۳۲٬۴۲۱ نفر، خولنا ۸۴۲٬۹۹۵ نفر و راجشاهی ۷۲۷٬۰۸۳ نفر اشاره کرد.
بنگلادش به دو منطقه طبیعی تقسیم می‌شود: جلگه آبرفتی وسیعی که ۹۰٪ کشور را تشکیل می‌دهد و دوسوم بخش شرقی جلگه دلتایی براهماپوترا ـ گنگ، بزرگترین دلتای جهان، است و از خلیج بنگال به طرف شمال امتداد می‌یابد؛ و منطقه دوم منطقه تپه‌های چتاگانگ که در گوشه جنوب شرقی کشور قرار دارد و حدود یک ششم سرزمین را در برمی‌گیرد.
این کشور از نظر طبیعی در جلگهٔ هموار بنگال قرار دارد. نزدیکی این کشور به خط استوا موجب وجود باران‌های موسمی شده‌است و نیز دارای رودخانه‌های بسیاری می‌باشد که نقش مهمی را در اقتصاد این کشور بر عهده دارند. از نظر آب و هوایی، بنگلادش دارای آب و هوای گرم و مرطوب است و به سبب واقع شدن در کنار خلیج بنگال و اقیانوس هند تابستان‌ها این کشور به شدت در مقابل سیل‌های ناشی از جریان‌های موسمی اقیانوس هند آسیب‌پذیر است و سالانه صدها نفر قربانی این باران‌های موسمی می‌شوند.

## رودها
رودهای گنگ، براهماپوترا (جمونا)، میگهنا و پدما مهمترین رودهای بنگلادش‌اند و این کشور را آبیاری می‌کنند. رودهای گنگ و براهماپوترا که از کوه‌های هیمالیا سرچشمه گرفته و به خلیج بنگال می‌ریزند. رود گنگ و رودهایی که به آن می‌ریزد، ناحیه وسیعی از جنوب غربی بنگلادش را در برمی‌گیرد. سرچشمه هیچ‌یک از رودهای بنگلادش در داخل این سرزمین قرار ندارد، ازینرو بنگلادش بر جریان رودهایی که سرزمین آن را آبیاری می‌کند نظارت کامل ندارد؛ برای نمونه، ساخت سدی بر بالای رود گنگ در ایالت بنگال غربی هند، موجب تغییر مسیر مقادیر قابل ملاحظه‌ای آب به نفع این ایالت شده‌است.
رودخانه‌های پرشمار، مهمترین چشم‌انداز طبیعی بنگلادش است و به طور چشمگیری بر سبک زندگی مردم آنجا تأثیر گذاشته‌است. این رودها زمین‌های گسترده‌ای را آبیاری کرده و نوعی سامانه ترابری مناسب و ارزان به وجود آورده‌اند. ته‌نشینی رسوبات آبرُفتی این رودها باعث غنای خاک کشاورزی می‌شود و ذخایر بزرگ ماهی آنها، منبع غذایی مهمی برای ساکنان این کشور است. با اینهمه، به سبب تغییرات پیوسته و بعضاً سریع در مسیر این رودها و طغیان آنها، خسارت زیادی متوجه بنگلادش می‌شود.

## کشاورزی
به هر صورت، سرزمین بنگلادش بسیار حاصلخیز بوده و امکان زندگی را برای جمعیت بزرگی فراهم نموده‌است. قسمت‌های جنوب شرقی این کشور، از جنگل‌های خیزران پوشیده شده‌است.
کشاورزی بنگلادش متکی به باران‌های موسمی است. ۸۲ درصد جمعیت بنگلادش به کشاورزی مشغول هستند و برنج و کنف از محصولات آنان می‌باشد. به تازگی، در اعماق خلیج بنگال منابع گاز طبیعی، کشف شده‌است. این کشور فاقد منابع معدنی و ذخایر زیرزمینی قابل توجه‌است.

## آب‌وهوا
بنگلادش دارای آب و هوای موسمی گرمسیری است که از ویژگی‌های آن تغییرات گسترده فصلی در میزان بارندگی، درجه حرارت بالا و رطوبت زیاد است. اختلافات اقلیمی منطقه‌ای در این کشور مسطح کم و جزئی است. به‌طور کلی سه فصل را می‌توان در بنگلادش بازشناخت: تابستان گرم و شرجی از مارس تا ژوئن. فصلی موسمی و گرم، مرطوب و پرباران از ماه ژوئن تا نوامبر؛ و زمستانی گرم تا خیلی گرم و خشک از دسامبر تا فوریه. 
به‌طور کلی، حداکثر دمای تابستان بین ۳۸ تا ۴۱ درجه سانتی‌گراد است. آوریل گرم‌ترین ماه در اکثر مناطق کشور است. ژانویه سردترین ماه است که متوسط دما برای بیشتر کشور ۱۶–۲۰ درجه سانتی‌گراد در طول روز و حدود ۱۰ درجه سانتی‌گراد در شب است. 
وزش باد بیشتر در زمستان بیشتر از سوی  شمال و شمال غربی است و در مناطق شمالی و مرکزی با سرعت ۱ تا ۳ کیلومتر در ساعت و در نزدیکی ساحل با قدرت ۳ تا ۶ کیلومتر در ساعت می‌وزد. از ماه مارس تا ماه مه، رعد و برق شدید، که انگلیسی‌زبانان محل به آن «شمال‌غربی‌ها» (northwesters) می‌گویند، بادهایی تا ۶۰ کیلومتر در ساعت تولید می‌کند. 
در جریان توفان‌های شدید اوایل تابستان و اواخر فصل موسمی، وزش باد شدید از سمت جنوب با سرعت بیش از ۱۶۰ کیلومتر در ساعت باعث ایجاد امواجی توفانی تا ارتفاع ۶ متر در خلیج بنگال می‌شود. این امر سیلاب‌های فاجعه‌بار با خود برای مناطق ساحلی به همراه دارد.